# The Whole Love
The Whole Love è l'ottavo album discografico della band alternative rock di Chicago Wilco, pubblicato nel 2011.

## Il disco
Si tratta del primo lavoro pubblicato per l'etichetta di proprietà del gruppo chiamata dBpm.
Il disco è stato pubblicato anche in versione live in streaming e per 24 ore tra il 3 ed il 4 settembre 2011 sul sito ufficiale del gruppo.
Il packaging e la copertina sono di Joanne Greenbaum.
L'album ha ricevuto una nomination ai 54i Grammy nella categoria "Best Rock Album".
Rolling Stone ha inserito il disco al numero #8 tra i "migliori album del 2011".

## Tracce
Tutte le tracce sono state scritte da Jeff Tweedy, eccetto dove indicato.
1. Art of Almost – 7:17
2. I Might – 4:02
3. Sunloathe – 3:20
4. Dawned on Me – 3:43
5. Black Moon – 3:57
6. Born Alone – 3:55
7. Open Mind – 3:40
8. Capitol City – 4:04
9. Standing O – 3:29
10. Rising Red Lung – 3:10
11. Whole Love – 3:50
12. One Sunday Morning (Song for Jane Smiley's Boyfriend) – 12:04

iTunes Deluxe bonus tracks
1. I Love My Label (Nick Lowe) – 3:29
2. Message from Mid-Bar – 4:47
3. Speak into the Rose – 6:38
4. Black Moon (Alternate) – 3:54
5. Sometimes It Happens (Patten/Westbrook) – 4:23

Deluxe Edition bonus tracks
1. I Love My Label (Nick Lowe) – 3:29
2. Message from Mid-Bar – 4:47
3. Speak into the Rose – 6:38
4. Black Moon (Alternate) – 3:54

## Formazione
Gruppo
- Jeff Tweedy - voce, chitarra acustica, chitarra elettrica, basso (4)
- John Stirratt - basso, piano (2), voce
- Nels Cline - chitarra elettrica, loops, slide guitar, chitarra a 12 corde, lap steel, dobro (3), ukulele (9,10)
- Pat Sansone - mellotron, chitarra acustica, chitarra elettrica, tamburello (1), piano, glockenspiel, voce, percussioni, ukulele (4), organo (8), arrangiamento archi (5), vibrafono (12)
- Mikael Jorgensen - synth, tastiere, programmazione (1), piano (4,6), "ah" sample (5), Guzheng sample (7), wurlitzer (8)
- Glenn Kotche - batteria, percussioni, cimbalom (1), sirena (4), kaossilator (11)

Collaboratori
- Matt Albert - violino (5), viola (5)
- Nick Photinos - violoncello (5)